# Canton de Berne
Pour les articles homonymes, voir Berne (homonymie).
Le canton de Berne (BE, en allemand : Kanton Bern) est l'un des 26 cantons de la Suisse. Son chef-lieu est la ville fédérale, et capitale de facto de la Confédération, Berne. Il est officiellement bilingue allemand-français. 

## Toponymie
Le canton se nomme « canton de Berne » en français et Kanton Bern en allemand (les deux langues officielles). Berne était une « Ville et République » jusqu'en 1798 et de 1815 à 1831 et une « République » de 1831 à 1846.  
Il se nomme cainton d'Bierne en franc-comtois (aussi appelé patois jurassien), ; canton de Bèrna en arpitan (ou francoprovençal),,[source insuffisante] ; et Kanton Bärn en suisse allemand,. 
Son nom dans les deux autres langues nationales suisses est canton Berna ou cantone di Berna en italien ; et chantun Berna en romanche.  

## Géographie

### Généralités
Le canton de Berne se situe dans le nord-ouest de la Suisse, à la frontière entre la partie francophone et la partie germanophone du pays. Il s'étend des Alpes bernoises jusqu'au Jura en traversant le Plateau suisse. Il possède une frontière avec onze autres cantons : au nord avec le canton du Jura, à l'ouest avec les cantons de Vaud, Neuchâtel et Fribourg, au sud avec le Valais et à l'est avec Soleure, Argovie, Lucerne, Obwald, Nidwald et Uri.
Le canton culmine au Finsteraarhorn, à 4 274 m d'altitude, et son point le plus bas se trouve à Wynau, au bord de l'Aar, à 402 m d'altitude. S'étendant sur 5 959,44 km2, Berne est le deuxième canton de Suisse en superficie ; seul le canton des Grisons est plus grand.

### Géographie physique
À l'est de la ville de Berne, du côté de l'Oberland bernois (les Préalpes), se situe la vallée de l'Emme, l'Emmental, où est produit le fromage du même nom.
Au nord-ouest de la ville de Berne se trouve le Seeland, une région d'anciens marécages, gagnée à la culture maraîchère grâce à la correction des eaux du Jura.

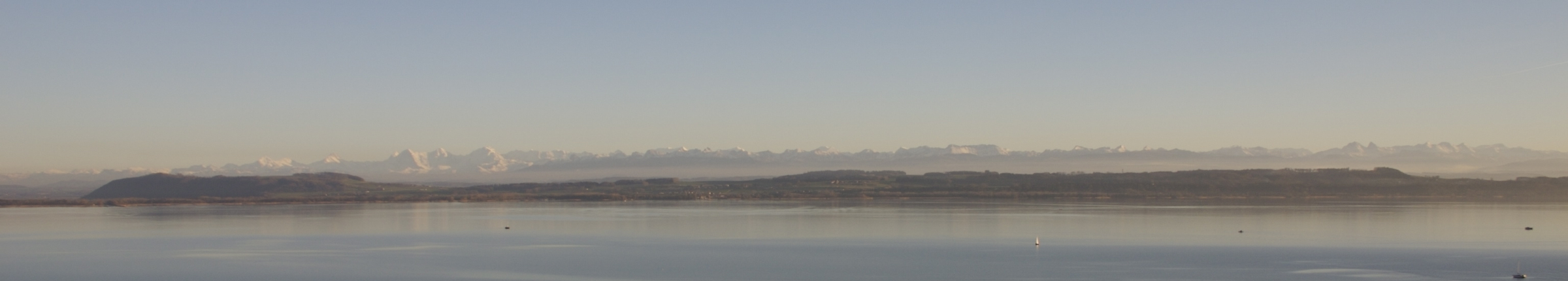
Vue des Alpes bernoises, depuis Neuchâtel.

### Climat
| Données                         | Station            | jan.  | fév.  | mars  | avril | mai  | juin | jui. | août | sep. | oct. | nov.  | déc.  | année |
| ------------------------------- | ------------------ | ----- | ----- | ----- | ----- | ---- | ---- | ---- | ---- | ---- | ---- | ----- | ----- | ----- |
| Températures moyennes max. (°C) | Interlaken         | 3,1   | 5,1   | 10,1  | 14,1  | 18,8 | 21,9 | 24,4 | 23,5 | 19,3 | 14,4 | 7,7   | 3,8   | 13,9  |
| Températures moyennes max. (°C) | Berne / Zollikofen | 2,8   | 4,7   | 9,6   | 13,5  | 18,3 | 21,7 | 24,3 | 23,8 | 19,2 | 13,9 | 7,3   | 3,4   | 13,5  |
| Températures moyennes max. (°C) | Jungfraujoch       | −9,7  | −10,5 | −9,4  | −7,0  | −2,5 | 0,8  | 3,1  | 3    | 0,3  | −2,3 | −6,9  | −8,9  | −4,2  |
| Températures moyennes max. (°C) | Langnau            | 2,6   | 4,1   | 8,3   | 11,9  | 16,8 | 20,2 | 22,7 | 22,1 | 18,1 | 13,4 | 6,7   | 3,1   | 12,5  |
| Températures moyennes min. (°C) | Interlaken         | −3,6  | −3,0  | 0,3   | 3,4   | 7,9  | 11,1 | 13,2 | 12,8 | 9,5  | 5,6  | 0,6   | −2,2  | 4,6   |
| Températures moyennes min. (°C) | Berne / Zollikofen | −3,6  | −3,1  | 0,2   | 3     | 7,4  | 10,5 | 12,5 | 12,3 | 8,9  | 5,4  | 0,4   | −2,3  | 4,3   |
| Températures moyennes min. (°C) | Jungfraujoch       | −15,7 | −16,4 | −15,1 | −12,7 | −7,9 | −4,9 | −2,3 | −2,2 | −4,8 | −7,5 | −12,3 | −14,7 | −9,7  |
| Températures moyennes min. (°C) | Langnau            | −4,5  | −4,1  | −0,9  | 1,8   | 6,2  | 9,3  | 11,4 | 11,2 | 8,2  | 4,7  | −0,3  | −3,3  | 3,3   |
| Précipitations (mm)             | Interlaken         | 73    | 70    | 80    | 87    | 121  | 138  | 139  | 144  | 96   | 78   | 84    | 86    | 1 196 |
| Précipitations (mm)             | Berne / Zollikofen | 60    | 55    | 73    | 82    | 119  | 111  | 106  | 116  | 99   | 88   | 76    | 74    | 1 059 |
| Précipitations (mm)             | Jungfraujoch       | −     | −     | −     | −     | −    | −    | −    | −    | −    | −    | −     | −     | −     |
| Précipitations (mm)             | Langnau            | 80    | 77    | 94    | 101   | 154  | 163  | 155  | 154  | 118  | 97   | 89    | 96    | 1 376 |
| Ensoleillement (heures)         | Interlaken         | 67    | 79    | 121   | 151   | 176  | 188  | 219  | 193  | 150  | 104  | 68    | 53    | 1 570 |
| Ensoleillement (heures)         | Berne / Zollikofen | 64    | 87    | 136   | 158   | 182  | 206  | 237  | 217  | 165  | 113  | 68    | 49    | 1 683 |
| Ensoleillement (heures)         | Jungfraujoch       | 124   | 125   | 151   | 152   | 152  | 164  | 185  | 189  | 175  | 147  | 116   | 109   | 1 787 |
| Ensoleillement (heures)         | Langnau            | −     | −     | −     | −     | −    | −    | −    | −    | −    | −    | −     | −     | −     |
| Source : MétéoSuisse.           |                    |       |       |       |       |      |      |      |      |      |      |       |       |       |

## Histoire
Le canton de Berne descend de la Respublica Bernensis. Ce vaste État-Ville au nord des Alpes avait été créé par la ville de Berne, fondée en 1191. Sa souveraineté s'étendait du Léman (annexion du pays de Vaud en 1536) à l'Argovie (1415). Membre de la Confédération suisse depuis 1353, Berne accède, après la Réforme protestante (1528), au rang de puissance européenne.

## Institutions politiques

Logo du canton.

Un statut particulier est accordé aux trois districts francophones du Jura bernois ainsi qu'à la population francophone de la région de Bienne. Ce statut est destiné à promouvoir la culture francophone de ces régions ainsi qu'à renforcer leur participation politique dans le canton. Cette loi instaure le Conseil du Jura bernois pour le Jura bernois et le Conseil des affaires francophones du district bilingue de Bienne pour le district de Bienne.

### Politique et administration

#### Pouvoir législatif
Le pouvoir législatif est détenu par le Grand Conseil, constitué de 160 membres (députés) élus au scrutin proportionnel tous les quatre ans. Les dernières élections ont eu lieu le 27 mars 2022.
Pour les élections du 9 avril 2006, le nombre de députés a été réduit de 200 à 160 sièges à la suite de l'acceptation de la nouvelle loi sur le Grand Conseil bernois par le corps électoral lors de la votation cantonale du 22 septembre 2002. Les sièges francophones garantis au Jura bernois restent inchangés par la nouvelle loi. Ceci permet à la minorité francophone du canton d'obtenir un plus grand poids politique au niveau cantonal, soit un peu moins de 10 % de représentativité.

##### Composition
| Parti     | Sièges 2006 (160) | Parts de suffrages exprimés 2006 | Sièges 2010 (160) | Parts de suffrages exprimés 2010 | Sièges 2014 (160) | Parts de suffrages exprimés 2014 | Sièges 2018 (160) | Parts de suffrages exprimés 2018 |
| --------- | ----------------- | -------------------------------- | ----------------- | -------------------------------- | ----------------- | -------------------------------- | ----------------- | -------------------------------- |
| UDC       | 47                | 27,42 %                          | 44                | 26,62 %                          | 49                | 28,99 %                          | 46                | 26,76 %                          |
| PS        | 42                | 24,03 %                          | 35                | 18,86 %                          | 33                | 19,13 %                          | 38                | 22,33 %                          |
| PBD       | –                 | –                                | 25                | 16,3 %                           | 14                | 11,19 %                          | 13                | 9,02 %                           |
| PLR       | 26                | 16,4 %                           | 17                | 10,34 %                          | 17                | 10,65 %                          | 20                | 11,72 %                          |
| Les Verts | 19                | 12,9 %                           | 16                | 10,1 %                           | 15                | 10,06 %                          | 14                | 9,94 %                           |
| PEV       | 13                | 7,34 %                           | 10                | 5,9 %                            | 12                | 6,44 %                           | 10                | 6,17 %                           |
| UDF       | 6                 | 4,78 %                           | 5                 | 4,4 %                            | 5                 | 4,06 %                           | 5                 | 3,72 %                           |
| pvl       | –                 | –                                | 4                 | 4,07 %                           | 11                | 6,70 %                           | 11                | 6,91 %                           |
| PSA       | 3                 | 1,29 %                           | 3                 | 1,04 %                           | 3                 | 0,67 %                           | 3                 | 0,68 %                           |
| PDC       | 1                 | 1,76 %                           | 1                 | 1,16 %                           | 0                 | 0,75 %                           | 0                 | 0,45 %                           |
| DS        | 1                 | 2,19 %                           | 0                 | 0,41 %                           | 0                 | 0,26 %                           | 0                 | 0,18 %                           |
| Entente   | 1                 | 0,33 %                           | 0                 | 0,24 %                           | 0                 | 0,06 %                           | 0                 | 0,31 %                           |
| PSL       | 1                 | 0,45 %                           | –                 | –                                | –                 | –                                | –                 | –                                |

#### Pouvoir exécutif
Le pouvoir exécutif est détenu par le Conseil-exécutif, équivalent du Conseil d'État. Il est composé de sept membres (les conseillers d'état) élus au suffrage majoritaire par le corps électoral, dont un siège est garanti par la Constitution cantonale à la région francophone du Jura bernois.
Les membres du Conseil-exécutif :
- Christine Häsler, présidente (Les Verts)
- Philippe Müller, vice-président (PLR)
- Christoph Ammann (Parti socialiste)
- Christoph Neuhaus (UDC)
- Evi Allemann, (Parti socialiste)
- Pierre Alain Schnegg, conseiller d'État francophone (UDC)
- Astrid Bärtschi, (Le Centre)

Le chancelier est Christoph Auer.
Quelques anciens conseillers d'État :
- Ernst Jaberg (1966-1979)
- Henri-Louis Favre (1978-1986)
- Markus Feldmann (1945-1951)
- Rudolf Gnägi (1952-1965)
- Albert Gobat (1984-1912)
- Pierre Jolissaint (1866-1873)
- Simon Kohler 1966-1978
- Georges Moeckli (1938-1954)
- Virgile Moine (1948-1966)
- Mario Annoni (1990-2006)

#### Pouvoir judiciaire
Le pouvoir judiciaire, en ce qui concerne les affaires civiles et pénales, est représenté par le Tribunal d'arrondissement (tribunal de 1re instance) et la Cour suprême (tribunal de recours). Il existe treize tribunaux d'arrondissement. La Cour suprême est composée de 20 juges nommés par le Grand Conseil pour une durée de six ans.
En parallèle, le Tribunal administratif assure les questions de droit administratif et des litiges concernant les assurances sociales. Ses membres sont au nombre de 18 (plus deux suppléants) et c'est le Grand Conseil qui les élit pour six ans.

### Organisation territoriale

#### Arrondissements

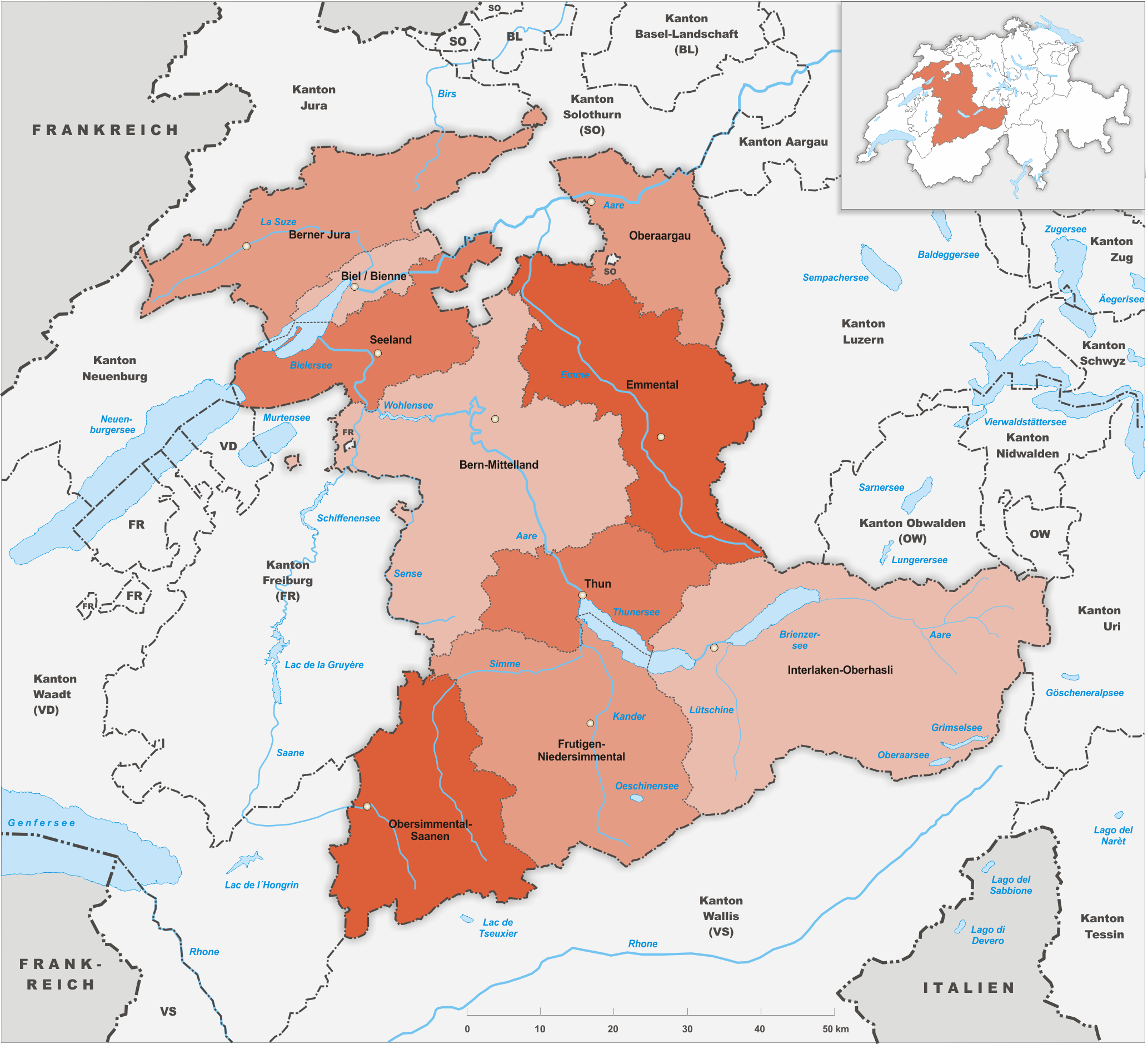
Arrondissements du canton de Berne.

Jusqu'au 1er janvier 2010, le canton était découpé en 26 districts tous nommés selon leur chef-lieu. À partir de cette date, le découpage a été refait avec seulement dix arrondissements administratifs correspondant aux régions du canton, bien que les districts continuent constitutionnellement d'exister :
- Arrondissement administratif du Jura bernois
- Arrondissement administratif de Bienne
- Arrondissement administratif du Seeland
- Arrondissement administratif de Haute-Argovie
- Arrondissement administratif de l'Emmental
- Arrondissement administratif de Berne-Mittelland
- Arrondissement administratif de Thoune
- Arrondissement administratif du Haut-Simmental-Gessenay
- Arrondissement administratif de Frutigen-Bas-Simmental
- Arrondissement administratif d'Interlaken-Oberhasli

#### Communes
Au 31 décembre 2023, le canton de Berne compte quatorze villes de plus de 10 000 habitants :
- Berne, 136 988 habitants
- Bienne, 55 932 habitants
- Thoune, 43 905 habitants
- Köniz, 42 958 habitants
- Steffisburg, 16 467 habitants
- Berthoud, 17 119 habitants
- Ostermundigen, 18 195 habitants
- Langenthal, 16 077 habitants
- Lyss, 16 406 habitants
- Muri bei Bern, 13 530 habitants
- Spiez, 13 190 habitants
- Worb, 11 526 habitants
- Münsingen, 13 113 habitants
- Ittigen, 11 628 habitants

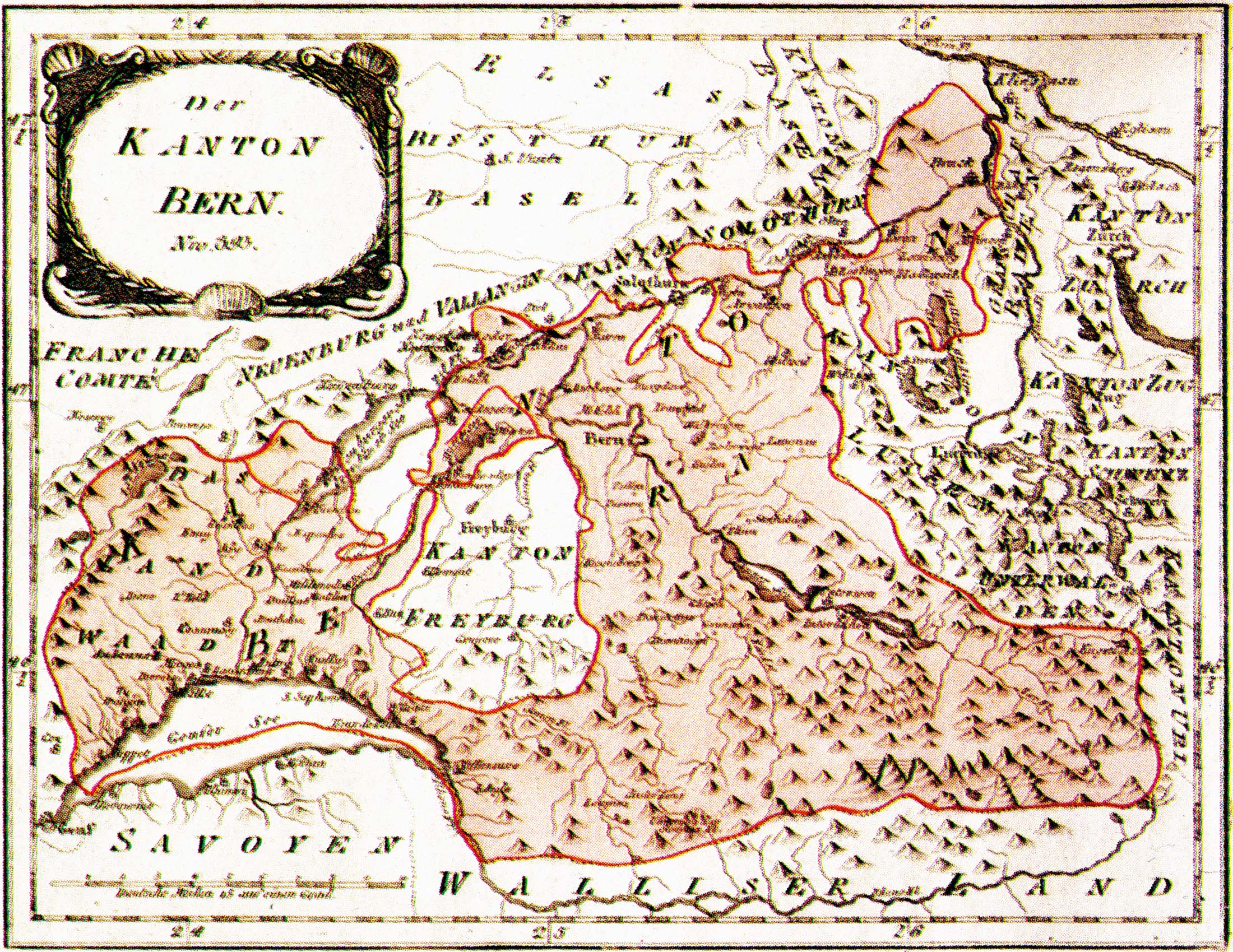
Le canton de Berne vers 1790. À cette époque, le canton englobait l'actuel canton de Vaud et une partie de l'actuel canton d'Argovie, mais pas encore le Jura bernois (intégré en 1815).

Voir aussi la liste des communes du canton de Berne.

### Sécurité
Le canton gère une police cantonale dont la mission est d'assurer la sécurité de la population. L'institution est organisée en plusieurs services comportant notamment la police judiciaire, la police du lac, la police montée ou l'unité canine.
Dix lieux de détention existent sur le territoire cantonal :
- les cinq prisons régionales (Berne, Bienne, Berthoud, Moutier, Thoune) : détention provisoire[28] ;
- l'établissement pénitentiaire de Thorberg (Krauchthal) : exécution de peine - haute sécurité - internement[29] ;
- l'établissement pénitentiaire de Witzwil (Champion) : exécution de peine - orientation socio-éducative[30] ;
- l'établissement pénitentiaire de Saint-Jean (Le Landeron) : exécution de peine[31] ;
- l'établissement pénitentiaire de Hindelbank (Hindelbank) : établissement pour femmes[32] ;
- le foyer d'éducation Lory (Müsingen) : mineurs[33].

## Population et société

### Démographie

#### Population
Au 31 décembre 2023, le canton de Berne compte 1 063 533 habitants, soit 12,1 % de la population totale de la Suisse. Seul le canton de Zurich est plus peuplé. Sa densité de population atteint 178 hab/km2, légèrement inférieure à la moyenne suisse.
Pour des raisons techniques, il est temporairement impossible d'afficher le graphique qui aurait dû être présenté ici.

#### Religion
La majorité des habitants du canton revendique l'appartenance au protestantisme.
Le tableau suivant détaille la population du canton suivant la religion, en 2013 :
| Religion            | Pourcentage |
| ------------------- | ----------- |
| Protestants         | 53,87 %     |
| Sans religion       | 16,90 %     |
| Catholiques romains | 16,30 %     |
| Autres chrétiens    | 6,59 %      |
| Musulmans           | 3,74 %      |
| Juifs               | 0,08 %      |
| Autres              | 1,47 %      |

Note : les intitulés des religions sont ceux donnés par l'Office fédéral de la statistique ; les protestants comprennent les communautés néo-apostoliques et les témoins de Jéhovah ; la catégorie « Autres » inclut les personnes ne se prononçant pas.

### Formation et recherche
D’une grande richesse, le secteur bernois de la formation se compose de l’école obligatoire, des écoles moyennes, de la formation professionnelle et des hautes écoles. Quatre possibilités s’offrent à ceux et celles qui veulent étudier dans le canton de Berne : l’Université, la Haute École Spécialisée Bernoise, la Haute école pédagogique germanophone (PHBern) et la HEP Bejune (francophone). L’école internationale de Berne est un externat reconnu par le CIS (Council of International Schools) et l’association NEASC (New England Association of Schools and Colleges) qui dispense aux enfants et adolescents un enseignement en langue anglaise selon un programme scolaire international.
L’Université de Berne valorise les connaissances scientifiques de ses diplômés au travers de la recherche. Les hautes écoles spécialisées misent sur la recherche appliquée et le développement pour créer du savoir-faire. La politique bernoise et la Promotion économique soutiennent activement le transfert de connaissances entre la recherche scientifique et le tissu industriel.

## Économie

### Espace et structure économiques
Le canton de Berne s’étend du Jura aux Alpes. Sa taille et la diversité de ses paysages lui confèrent une structure économique variée. Le secteur public, l’agriculture, l’information, le tourisme et le secteur sanitaire et social y sont fortement représentés par rapport à la moyenne suisse. Le secteur sanitaire et social, qui employait 71 100 personnes en 2008, en est la branche économique majeure.
Le canton de Berne est un espace économique important appelé, par son bilinguisme, à servir de trait d’union entre les régions alémaniques et francophones de la Suisse. Il abrite de nombreuses grandes entreprises internationales, en particulier dans l’industrie de précision, l’horlogerie et le génie médical. Les machines-outils et les montres constituent 44,9 % des exportations bernoises, dont 54,4 % sont destinées aux pays de l’UE (chiffres 2010).
Employant plus de 15 000 personnes, le secteur des technologies énergétiques et environnementales font du canton de Berne un site d’implantation florissant pour les écotechnologies. À l’horizon 2025, la stratégie économique cantonale mise sur la promotion et le développement des technologies propres (communiqué de presse du canton de Berne du 30 juin 2011)
(chiffres tirés du « Rapport sur la situation économique », édition 2011).

### Clusters
Grâce à sa politique des clusters, le canton de Berne favorise les réseaux d’entreprises et, du même coup, le transfert de savoir et de technologie. Véritables réseaux de compétences, les clusters jouent un rôle-clé dans le développement économique. Leur croissance moyenne est supérieure à la croissance économique du canton. 32,8 % de la population active bernoise travaillent au sein de clusters (2008). Les réseaux de compétences suivants réunissent régulièrement quantité d’entreprises :
- Génie médical
- Industrie de précision
- Technologie de l’information et de la communication
- Conseil économique
- Technologie énergétique et environnementale
- Design

### Tourisme
Le canton de Berne est l’un des trois plus importantes destinations touristiques suisses. Il se compose de six grandes régions : l’Oberland bernois, avec ses majestueux lacs et montagnes, l’Emmental, dont les vallons abritent d’imposantes fermes fleuries, la Haute-Argovie, avec ses prairies et ses forêts, la région de Berne-Mittelland, avec en son cœur la vieille ville de Berne, inscrite au patrimoine mondial de l’UNESCO, le Seeland, avec ses lacs et cultures maraîchères, et la région francophone du Jura bernois avec son parc naturel régional du Chasseral. Les destinations touristiques bernoises les plus connues sont la ville de Berne, la Jungfrau Aletsch-Bietschorn – inscrite au patrimoine mondial naturel de l’UNESCO, Gstaad, Grindelwald, Interlaken et Adelboden. Le tourisme est la principale activité économique de l’Oberland bernois.
Depuis juin 2011, les palafittes du lac de Bienne sont également inscrits au patrimoine mondial de l’UNESCO.

## Culture

### Emblèmes
Le canton de Berne a pour emblèmes un drapeau et un blason. Les armoiries de Berne se blasonnent : De gueules à la bande d’or à l’ours passant de sable armé, lampassé et vilené de gueules. La première trace documentée d'un drapeau de Berne date de 1208, et le drapeau actuel date de 1365 au plus tard. L'utilisation d'un ours, d'abord sur fond blanc, date de la fondation de la ville, en 1160. Selon une légende, Berthold V de Zähringen, le fondateur de Berne, aurait tué un ours près de la nouvelle ville. L'animal est depuis devenu l'emblème du canton. Depuis 1957, la loi définit que l'ours du drapeau est un mâle. Les couleurs jaune et rouge seraient apparues en 1289 ; le rouge honorerait les hommes tombés au combat durant la bataille de Schlosshalde.

### Langues
Les langues officielles du canton sont l'allemand et le français. La partie francophone est composée du Jura bernois et de Bienne. Cependant, les langues traditionnelles ou « patois » de la partie francophone sont, au nord-est, le franc-comtois (aussi appelé patois jurassien), comme dans le canton du Jura, et, au sud-est, l'arpitan (aussi appelé francoprovençal), comme dans le reste de la Suisse romande. L'idiome traditionnel de la partie centrale du Jura bernois, quant à elle, est un dialecte de transition entre le franc-comtois et l'arpitan. 
Le tableau suivant détaille la langue principale des habitants du canton en 2000 :
| Langue                             | Locuteurs | %      |
| ---------------------------------- | --------- | ------ |
| Allemand                           | +804 190, | +084,  |
| Français                           | +72 646,  | +007,6 |
| Italien                            | +18 908,  | +002,  |
| Albanais                           | +09 092,  | +000,9 |
| Langues slaves de l'ex-Yougoslavie | +08 539,  | +000,9 |
| Espagnol                           | +08 220,  | +000,9 |
| Portugais                          | +06 052,  | +000,6 |
| Turc                               | +03 344,  | +000,3 |
| Romanche                           | +00688,   | +000,1 |
| Autres                             | +25 518,  | +002,7 |
| Total                              | +957 197, | +100,  |

| Langue principale parlée par la population résidente (en %) | Légende                                                        |
| ----------------------------------------------------------- | -------------------------------------------------------------- |
|                                                             | - Allemand - Français - Italien - Autre(s) langue(s) seulement |
| Sources                                                     |                                                                |

Les langues parlées en 2010 sont : l’allemand 85,7 % des habitants, le français 11,0 %, l'italien 3,2 %, l'anglais 2,8 % et les autres langues 10,5 % .